# 黑山头镇 (梅河口市)
黑山头镇，是中华人民共和国吉林省通化市梅河口市下辖的一个乡镇级行政单位。

## 行政区划
黑山头镇下辖以下地区：
丰收村、建设村、和平村、团结村、宝山村、自强村和黑山头村。